# Parandra
Parandra is een kevergeslacht uit de familie van de boktorren (Cerambycidae). De wetenschappelijke naam van het geslacht werd voor het eerst geldig gepubliceerd in 1802 door Latreille.

## Soorten
Parandra omvat de volgende soorten:
- Parandra conspicua Tippmann, 1960
- Parandra expectata Lameere, 1902
- Parandra imitatrix (Santos-Silva, 2005)
- Parandra tucumana Zikán, 1948
- Parandra brachyderes Lameere, 1902
- Parandra brevicollis Lameere, 1902
- Parandra colombica White, 1853
- Parandra guianensis (Tavakilian, 2000)
- Parandra lalannecassouorum (Tavakilian, 2000)
- Parandra longicollis Thomson, 1861
- Parandra polita Say, 1835
- Parandra scaritoides Thomson, 1861
- Parandra solangeae (Santos-Silva, 2003)
- Parandra villei Lameere, 1885
- Parandra brasilica Zikán, 1948
- Parandra gilloglyi Santos-Silva & Lezama, 2010
- Parandra glaberrima Zikán, 1948
- Parandra glabra (Degeer, 1774)
- Parandra humboldti (Santos-Silva, 2003)
- Parandra minuscula Zikán, 1948
- Parandra monnei (Santos-Silva, 2001)
- Parandra separanda Zikán, 1948
- Parandra solisi (Santos-Silva, 2007)
- Parandra thomasi (Santos-Silva, 2002)
- Parandra ubirajarai (Santos-Silva, 2001)